# 원스토어
원스토어(Onestore)는 대한민국 이동통신 3사 (KT, SK텔레콤, LG유플러스)와 포털 사이트 네이버의 통합 안드로이드 앱 스토어이다.

## 역사
2015년 6월 3일, 기존의 T 스토어, 올레 마켓, U+ 스토어가 통합되었다. 클라이언트는 통합되었으나 각 스토어의 이름은 그대로 유지되었다. 이후 2016년 네이버 앱스토어가 사업을 원스토어로 이전하기로 결정하면서 기존 통신사 스토어도 완전히 통합됨을 발표했고 2016년 5월 24일부터 통합 애플리케이션 "원스토어"가 제공되며, 2016년 6월 1일부로 네이버 앱스토어가 원스토어에 통합되었다. 기존 휴대폰들의 경우 설치되어 있는 통신사 앱스토어를 실행시키면 자동으로 원스토어로 업데이트된다.
원스토어는 원스토리라는 웹툰·온라인 소설 연재 사이트를 2017년 하반기를 기점으로 오픈하여 운영했다. 2018년 7월 앱마켓 업계최초 수수료 인하정책 발표했다. 2019년 11월 외부 투자 1천억 유치로 예비 유니콘 기업에 등극했다. 2022년 기업공개 추진했으나, 경기불황 여파로 중단되었다.

## 장점
기존 이통 3사와 네이버로 파편화되어 있던 국내 앱 스토어가 하나로 통합됨으로써 콘텐츠 제공사의 애플리케이션 등록 절차와 관리에 드는 비용이 대폭 줄어들었다. 각 앱스토어에 분산된 구매내역도 하나로 통일되어 기존에 이용해왔던 소비자도 구입했던 앱이나 콘텐츠들을 한 계정으로 모아서 이용할 수 있게 되었으며, 통신사를 옮기거나 아예 해지해도 구매내역이 유지되어 구입했던 애플리케이션을 다시 받아 사용할 수 있게 되었다.
Google Play나 Apple의 App Store의 인앱 결제 수수료가 30%에 달하는 데 비해 그보다 낮은 수수료(20%)를 책정하고 있는 것도 개발사에게 큰 장점이다.

## 단점
원스토어에서 게임 유료 구매 후 환불은 전적으로 게임회사에 일임하여 진행한다. 원스토어에서 구글보다 할인 이벤트를 많이 하지만 게임에 문제가 있을 시 아무런 보호를 받을 수 없다. 구입 후 15분 이내면 손쉽게 환불이 가능한 구글 플레이와는 달리 일단 구입하면 환불받기가 굉장히 까다로우며 환불을 거부당하는 경우도 많다.
원스토어 미성년자 계정은 부모님 동의 1회 이후로는 한도제한 없이 결제가 가능하며 보호정책이나 환불은 일절 불가능하다. Google Play나 App Store처럼 매결제시 비밀번호를 요구한다던가 등이 없다.